# Radek Hamr
Radek Hamr (* 15. června 1974, Litoměřice) je bývalý český hokejový obránce a momentálně je asistent hlavního trenéra v týmu Färjestads BK.

## Hráčská kariéra
Odchovanec týmu HC Litoměřice, který však nikdy nenastoupil za svůj mateřský seniorský tým. Debut v seniorské soutěži uskutečnil v ročníku 1991/92 za pražský celek HC Sparta Praha. V roce 1992 byl draftován týmem týmem Ottawa Senators ve 4. kole jako 73. v pořadí. Profesionální kariéru v zámoří zahájil v roce 1992 v severoamerické AHL (tým New Haven Senators). Až do roku 1995 hrál většinou nižší severoamerické soutěže (v NHL odehrál za Ottawa Senators pouze 11 utkání). Po návratu do Evropy hrál postupně v pražské Spartě a v týmech švédské ligy Frölunda HC a BK Farjestads. Ve švýcarském Klotenu působí od podzimu 2006 Na konci sezóny 2011-2012 ukončil svou aktivní hokejovou kariéru a stal se asistentem trenéra ve švédském klubu Färjestads BK.

## Ocenění a úspěchy
- 2001 SEL - Pobyt na ledě +/- (+36)
- 2003 SEL - Nejlepší nahrávač na pozici obránce (19 asistencí)
- 2006 SEL - Nejlepší nahrávač na pozici obránce v playoff (15 asistencí)
- 2007 NLA - All-Star Tým
- 2007 NLA - Nejlepší obránce
- 2007 NLA - Nejlepší nahrávač na pozici obránce (35 asistencí)
- 2007 NLA - Nejproduktivnější obránce (44 bodů)
- 2008 NLA - All-Star Tým

## Klubová statistika
| Sezóna       | Klub                          | Soutěž       |     | Základní část | Základní část | Základní část | Základní část | Základní část |    | Play off | Play off | Play off | Play off | Play off |
| Sezóna       | Klub                          | Soutěž       | Z   | G             | A             | B             | TM            | Z             | G  | A        | B        | TM       |          |          |
| 1991/92      | HC Sparta Praha               | ČSHL         | 2   | 0             | 0             | 0             | 0             | –             | –  | –        | –        | –        |          |          |
| 1992/93      | New Haven Senators            | AHL          | 59  | 4             | 21            | 25            | 18            | –             | –  | –        | –        | –        |          |          |
| 1992/93      | Ottawa Senators               | NHL          | 4   | 0             | 0             | 0             | 0             | –             | –  | –        | –        | –        |          |          |
| 1993/94      | Prince Edward Island Senators | AHL          | 69  | 10            | 26            | 36            | 44            | –             | –  | –        | –        | –        |          |          |
| 1993/94      | Ottawa Senators               | NHL          | 7   | 0             | 0             | 0             | 0             | –             | –  | –        | –        | –        |          |          |
| 1994/95      | Fort Wayne Komets             | IHL          | 58  | 3             | 13            | 16            | 14            | 1             | 0  | 0        | 0        | 0        |          |          |
| 1994/95      | Prince Edward Island Senators | AHL          | 7   | 0             | 1             | 1             | 2             | –             | –  | –        | –        | –        |          |          |
| 1995/96      | HC Sparta Praha               | ČHL          | 30  | 2             | 3             | 5             | 16            | 5             | 0  | 1        | 1        | 2        |          |          |
| 1996/97      | HC Sparta Praha               | ČHL          | 52  | 12            | 23            | 35            | 4             | 10            | 2  | 5        | 7        | 4        |          |          |
| 1997/98      | Västra Frölunda HC            | SEL          | 46  | 2             | 12            | 14            | 36            | 7             | 1  | 2        | 3        | 29       |          |          |
| 1998/99      | Västra Frölunda HC            | SEL          | 9   | 0             | 0             | 0             | 6             | –             | –  | –        | –        | –        |          |          |
| 1998/99      | Färjestads BK                 | SEL          | 38  | 6             | 11            | 17            | 26            | 4             | 1  | 0        | 1        | 0        |          |          |
| 1999/00      | Färjestads BK                 | SEL          | 50  | 7             | 14            | 21            | 46            | 7             | 0  | 1        | 1        | 6        |          |          |
| 2000/01      | Färjestads BK                 | SEL          | 50  | 13            | 12            | 25            | 38            | 16            | 4  | 6        | 10       | 35       |          |          |
| 2001/02      | HC Sparta Praha               | ČHL          | 23  | 4             | 6             | 10            | 14            | 13            | 0  | 6        | 6        | 8        |          |          |
| 2002/03      | Färjestad BK                  | SEL          | 49  | 7             | 19            | 26            | 22            | 14            | 2  | 3        | 5        | 8        |          |          |
| 2003/04      | Färjestad BK                  | SEL          | 44  | 11            | 15            | 26            | 22            | 17            | 1  | 3        | 4        | 10       |          |          |
| 2004/05      | Färjestad BK                  | SEL          | 47  | 3             | 11            | 14            | 47            | 14            | 3  | 1        | 4        | 0        |          |          |
| 2005/06      | Färjestad BK                  | SEL          | 49  | 5             | 21            | 26            | 32            | 18            | 5  | 10       | 15       | 24       |          |          |
| 2006/07      | Kloten Flyers                 | NLA          | 42  | 3             | 35            | 38            | 40            | 11            | 2  | 9        | 11       | 22       |          |          |
| 2007/08      | Kloten Flyers                 | NLA          | 47  | 7             | 23            | 30            | 46            | 5             | 0  | 1        | 1        | 6        |          |          |
| 2008/09      | Kloten Flyers                 | NLA          | 47  | 9             | 29            | 38            | 62            | 15            | 1  | 6        | 7        | 12       |          |          |
| 2009/10      | Kloten Flyers                 | NLA          | 14  | 1             | 9             | 10            | 20            | 1             | 1  | 0        | 1        | 0        |          |          |
| Celkem v ČHL | Celkem v ČHL                  | Celkem v ČHL | 105 | 18            | 32            | 50            | 34            | 28            | 2  | 12       | 14       | 14       |          |          |
| Celkem v SEL | Celkem v SEL                  | Celkem v SEL | 382 | 54            | 115           | 169           | 275           | 97            | 17 | 26       | 43       | 112      |          |          |
| Celkem v NLA | Celkem v NLA                  | Celkem v NLA | 150 | 20            | 96            | 116           | 168           | 32            | 4  | 16       | 20       | 40       |          |          |
| Celkem v AHL | Celkem v AHL                  | Celkem v AHL | 135 | 14            | 48            | 62            | 64            | 0             | 0  | 0        | 0        | 0        |          |          |
| Celkem v IHL | Celkem v IHL                  | Celkem v IHL | 58  | 3             | 13            | 16            | 14            | 1             | 0  | 0        | 0        | 0        |          |          |
| Celkem v NHL | Celkem v NHL                  | Celkem v NHL | 11  | 0             | 0             | 0             | 0             | 0             | 0  | 0        | 0        | 0        |          |          |

## Reprezentace
Premiéra v reprezentaci: 5. února 1997 Česko - Finsko (Stockholm).
| Rok    | Tým    | Soutěž | Z | G | A | B | TM |
| ------ | ------ | ------ | - | - | - | - | -- |
| 2007   | Česko  | MS     | 7 | 0 | 0 | 0 | 0  |
| Celkem | Celkem | Celkem | 7 | 0 | 0 | 0 | 0  |